# Gromadno (województwo kujawsko-pomorskie)
Gromadno – wieś w Polsce położona w województwie kujawsko-pomorskim, w powiecie nakielskim, w gminie Kcynia.
Wieś szlachecka wchodząca w skład parafii Smogulec, leżąca pod koniec XVI wieku w powiecie kcyńskim województwa kaliskiego.

## Podział administracyjny
W latach 1975–1998 miejscowość administracyjnie należała do województwa bydgoskiego.

## Demografia
Według Narodowego Spisu Powszechnego (III 2011 r.) liczyła 223 mieszkańców. Jest siedemnastą co do wielkości miejscowością gminy Kcynia.